# Grand Prix automobile du Qatar
Le Grand Prix automobile du Qatar est une compétition automobile comptant pour le championnat du monde de Formule 1 depuis 2021 et courue sur le Circuit international de Losail. Un contrat de dix ans est signé avec la Formule 1 à partir de la saison 2023, après une première édition le 21 novembre 2021.

## Historique
Au départ, le calendrier du Championnat du monde de Formule 1 2021 comprenait pour le 21 novembre le Grand Prix d'Australie (traditionnelle manche d'ouverture de la saison, mais reporté à cette date), puis finalement, ses organisateurs et la Formule 1 ont renoncé à l'organisation de cette course pour la deuxième année consécutive dans le contexte de la Pandémie de Covid-19. Le 30 septembre 2021, la Formule 1 annonce que la vingtième manche du championnat se déroulera sur le Circuit international de Losail situé dans les environs de Doha pour le premier Grand Prix automobile du Qatar organisé dans le cadre du championnat du monde. 
Par ailleurs, il est appelé à intégrer durablement le calendrier du championnat, puisqu'un contrat de dix ans est signé pour son organisation à partir de la saison 2023. 
« Nous sommes très heureux d’accueillir le Qatar dans le calendrier de la Formule 1 cette saison et à plus long terme à partir de 2023, QMMF (fédération Qatari de sport automobile) a été incroyable et a agi à grande vitesse pour garantir que la course puisse avoir lieu cette saison sur le circuit de Losail, célèbre pour beaucoup comme étant l’hôte du MotoGP. Nous avons montré que nous pouvons continuer à nous adapter et qu’il y a un grand intérêt pour notre sport, ainsi que l’espoir d’avoir un Grand Prix dans de nombreux endroits.» a expliqué le président de la F1 Stefano Domenicali. 
Pour sa part, le président de la FIA Jean Todt a déclaré : « Je félicite la Formule 1, la Qatar Motor & Motorcycle Federation et les autorités qataries, qui ont travaillé sans relâche pour que le premier Grand Prix du Qatar se déroule rapidement et efficacement en ces temps difficiles,  Le circuit international de Losail, qui accueillera la course, a travaillé en étroite collaboration avec nous pour s’assurer qu’il soit pleinement préparé pour cette grand occasion. Cet engagement du Qatar dans la F1 à long terme, ainsi que l’organisation de la Coupe du Monde de la FIFA 2022 et de nombreux autres événements internationaux, est un autre exemple de la forte passion de ce pays pour le sport ». 

## Palmarès

### Historique
| Année | Vainqueur      | Écurie              | Circuit   | Résultats |
| ----- | -------------- | ------------------- | --------- | --------- |
| 2021  | Lewis Hamilton | Mercedes            | Losail    | Résultats |
| 2022  | Non couru      | Non couru           | Non couru | Non couru |
| 2023  | Max Verstappen | Red Bull-Honda RBPT | Losail    | Résultats |
| 2024  | Max Verstappen | Red Bull-Honda RBPT | Losail    | Résultats |